# Estação Reyes Católicos

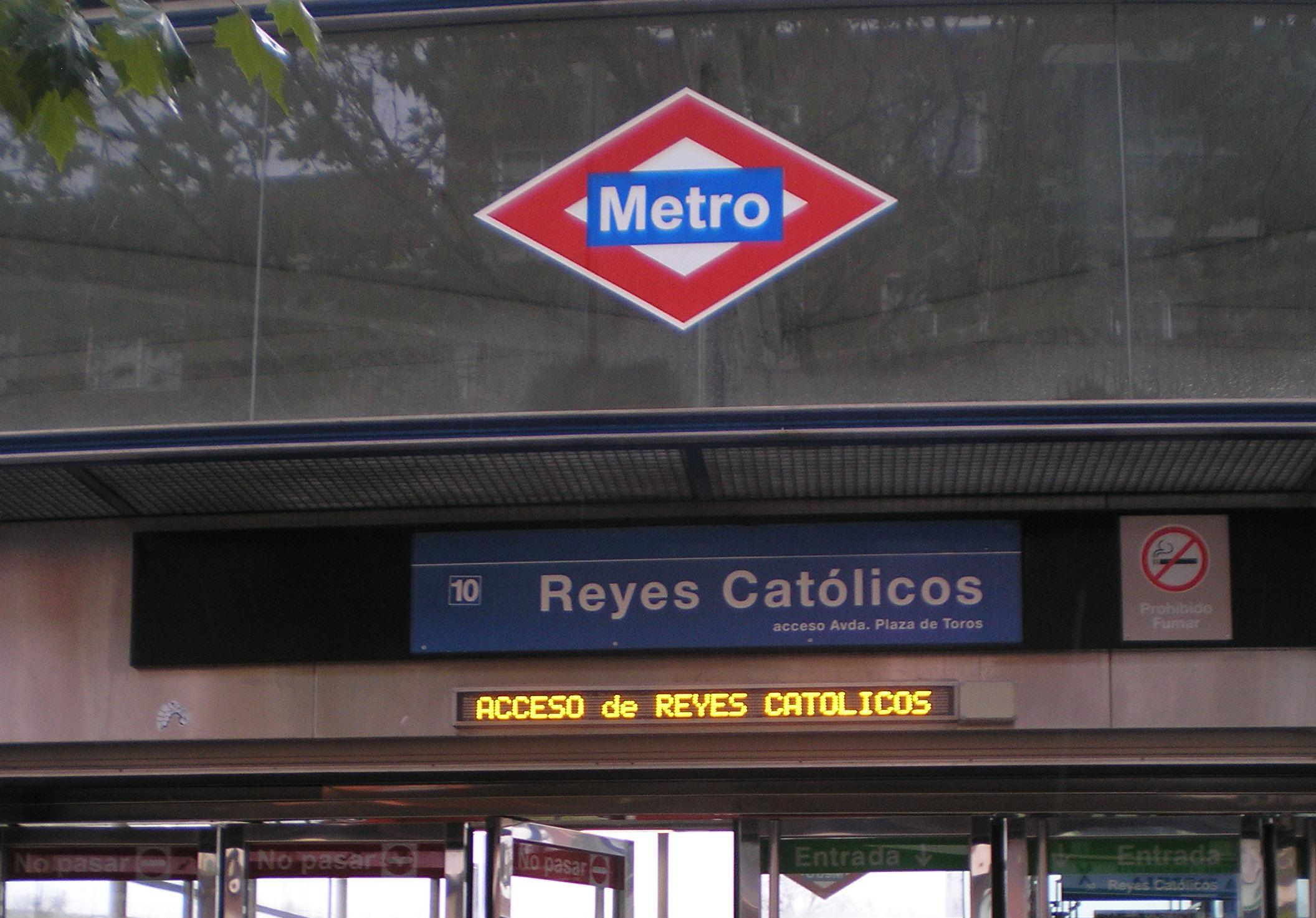
Estação Reyes Católicos.

Reyes Católicos é uma estação da Linha 10 do Metro de Madrid. A estação foi aberta ao público em 26 de abril de 2007.